# Booklet 3G
Nokia Booklet 3G — первый нетбук фирмы Nokia, анонсированный 24 августа 2009 года. Более подробная информация о нетбуке была представлена на конференции Nokia World 09. Операционная система — Windows 7.
Nokia объявила цену на него 730 €, это  один из самых дорогих нетбуков на рынке.

## Дизайн и технологии
В то время как Nokia описывает Booklet 3G, как «мини-ноутбук», он обычно позиционируется как нетбук. Его толщина составляет 2 см, а вес 1,25 кг. Корпус выполнен из алюминиевого сплава. Размер глянцевого дисплея - 10,1 дюйм и поддерживает графику и видео высокой чёткости. Также в него встроены устройства стандарта 3G, Wi-Fi и Bluetooth.
На сайте CNET его оценили в 4/5 и отметили, что это «замечательное произведение инженерного искусства».

## История
Выпуск нетбука Booklet 3G является экспериментом для компании Nokia, с помощью которого фирма стремится расширить ряд производимых ею продуктов.

## Дизайн
Размер нетбука относительно большой — 264x185x19,9 мм. Корпус алюминиевый.

## Основные характеристики
1. 1,25 кг.
2. Intel Atom Chipset (Z530 на 1,6 ГГц). Без кулеров.
3. Жесткий диск 120 Гб.
4. Фронтальная камера.
5. До 12 часов работы.
6. WiFi (b/g/n)+ 3G/HSDPA + Bluetooth.
7. HDMI порт.
8. 10" глянцевый экран, оптимизированый для просмотра HD видео.
9. A-GPS.
10. Размеры: 264/185/19,9 мм